# Marià Aragall i Barceló
Marià Aragall i Barceló (Sant Adrià de Besòs, octubre de 1926 - Barcelona, 26 d'octubre de 1989) fou un futbolista català de la dècada de 1940.

## Trajectòria
Després de destacar a l'equip de l'empresa Cros, fou fitxat pel FC Barcelona l'any 1946. Va romandre al conjunt blaugrana una temporada, però no arribà a jugar partits oficials, només 6 partits amistosos. El 1947 signà pel CE Júpiter, on jugà dues temporades. Després defensà els colors del CD Adrianenc i del CF Igualada, dues temporades més, i novament al CD Adrianenc.